# NGC 5663
NGC 5663 este o galaxie lenticulară situată în constelația Balanța. A fost descoperită în 31 mai 1886 de către Francis Leavenworth. Se află la o distanță de 84,72 de megaparseci de Pământ.